# Sarcosina reduttasi
La sarcosina reduttasi è un enzima appartenente alla classe delle ossidoreduttasi, che catalizza la seguente reazione:
acetil fosfato + metilammina + tioredossina diolfuro ⇄ N-metilglicina + fosfato + tioredossina
La reazione avviene solo in direzione della riduzione della sarcosina. L'enzima di Eubacterium acidaminophilum è costituito dalle subunità A, B e C. La B contiene selenocisteina ed un gruppo piruvoile, ed è responsabile del legame della sarcosina e del rilascio della metilammina. La A, che contiene anch'essa selenocisteina, è ridotta dalla tioredossina, ed è necessaria per la conversione del gruppo carbossimetilico in un equivalente chetene, utilizzato a turno anche dalla C per produrre acetil fosfato. Solo la B distingue questo enzima dalla glicina reduttasi (numero EC 1.21.4.2) e dalla betaina reduttasi (numero EC 1.21.4.4).